# Санькова, Александра Николаевна
Александра Николаевна Санькова (род. 1979, Москва) — куратор, историк дизайна, дизайнер, член национальной академии дизайна, основатель и генеральный директор Московского музея дизайна  — первого в России музея дизайна, преподаватель Школы дизайна НИУ ВШЭ, член Международного Союза Дизайнеров, Союза дизайнеров России, Московского Союза Художников (секция плакат), член Экспертного совета при Министерстве строительства и жилищно-коммунального хозяйства РФ по формированию комфортной городской среды.  В 2014 году вошла в список «100 главных людей в российском искусстве», составленный газетой «The Art Newspaper Russia»,  в 2016 году получила  награду за развитие дизайна в России на международном культурном форуме в Санкт-Петербурге, в 2022 году была награждена почетным знаком Союза дизайнеров России «За заслуги в развитии дизайна», в 2023 награждена медалью МСХ "За заслуги в развитии изобразительного искусства".

## Биография
Александра Санькова закончила Московский Государственный Художественно-Промышленный Университет имени С.Г. Строганова, факультет коммуникативный дизайн, отделение графический дизайн.
После окончания ВУЗа Александра работала дизайнером в студиях «Союздизайн» и «Zorandesignburo».
В 2003 году организовала компанию «Новая Графика», проводила и курировала выставки, мастер-классы, конкурсы графического дизайна, в частности такие проекты как:  
- Выставки российских графических дизайнеров в рамках проекта «Дни Современной     Российской культуры на Кубе»
- Конкурс социального плаката и выставка «Британский Социальный Плакат» для     Британского Совета в 10 российских городах
- Конкурсы «Социальный плакат для Норильска» для Фонда Михаила Прохорова;
- Конкурс «Свобода и право» для Конституционного Суда России
- Конкурс плаката для МСХ «2-ий Московский конкурс плаката»;
- Выставку «Современного итальянского дизайна» в рамках межкультурного года     Россия-Италия на Красном Октябре и многие другие.
- Выставку Иранского плаката в Москве и Санкт-Петербурге
- Выставку Невилла Броуди в Москве и Санкт-Петербурге

С 2008 по 2012 год Александра являлась экспертом по современному искусству, моде, дизайну и архитектуре в Посольстве Королевства Нидерландов в Москве.
В 2012 году Александра Санькова организовала ЧУК "Московский музей дизайна" .
Автор и соавтор, книг и документальных фильмов о истории российского и международного дизайна:  «23», (Индекс Маркет, Москва, 2010), «Советский дизайн 1950-89» (издательство Phaidon, Лондон, 2017 ), «Открывая утопию: Забытые архивы советского дизайна» (Unit editions, Лондон, 2017), «Советская космическая графика» (издательство Phaidon, Лондон, 2020), «Фантастик пластик» (Московский музей дизайна, Москва, 2020), документальных фильмов «История российского дизайна» (ТВ Культура 2017), «Голландский дизайн» (ТВ Культура, 2014). Статья опубликованы в каталогах и книгах: «Новая роскошь, голландский дизайн в эпоху аскетизма» (ЦВЗ Манеж, 2013), Типомания 2020 (Москва), LA+ (Landscape Architecture Plus) produced by the University of Pennsylvania Weitzman School of Design (California, 2021),  сборник МГХПА им. Строганова 2021, Сборник МГХПА им Строганова 2017, History of Design and Design Low: A global perspective (Springer Nature Singapore Ltd, 2021), Cross Cultural Chairs (Onomatopee 2021) и многие другие.
Автор-ведущий передачи «Говорит дизайн» на Федеральном радиоканале «Культура».
Александра входит в экспертный совет и жюри:
- Конкурса Lexus Design Awards
- Urban Design Awards
- Конкурса Золотая Блоха
- Конкурса Жар-Книга
- + Russian Project
- Конкурса AD Russia
- Конкурс «Придумано и сделано     в России»
- Член попечительского     совета конкурса St. Petersburg Young Design
- Входит в экспертный совет Московской     недели интерьера и дизайна

Ежегодно работает в составе ГЭК МГХПА им Строганова и РГУ им. А.Н. Косыгина
Член Российского союза дизайнеров, Международного Союза Дизайнеров, Национальной академии дизайна, ICOM (международного совета музее), ICO-D (INTERNATIONAL COUNCIL OF DESIGN).
Александра входит в список 100 Most Creative Russians.
Александра Санькова читала лекции и выступала с докладами о истории и современном российском дизайне: на 8 конгрессах дизайна ICOGRADA, ICO-D, в дизайн-центре Нагоя (Япония), в Университете Альберты (Канада), V&A (Великобритания), МАК (Вена), Санкт-Петербургском Государственном Университете и Московской Государственной Художественно-промышленной Академии  имени С.Г. Строганова, Санкт-Петербургского государственный университета и Британской школе дизайна, РГУ им. А.Н. Косыгина, в ГМИИ им. Пушкина, МВО Манеж, Американском культурном центре, на неделях дизайна в Пекине (Китай), Грац (Австрия), Стамбуле (Турция) и многих других.

## Куратор и со-куратор выставок и проектов Московского музея дизайна.
- «Советский дизайн 1950-80-е»[10][11]/ ЦВЗ «Манеж» (Москва) ; Кюнст Хал (Роттердам. Голландия); ЦСИ Заря[12] (Владивосток), ADAM (Музей дизайна в Брюсселе, Бельгия)
- «Дизайн упаковки. Сделано в России»[13][14][15]/ ЦВЗ «Манеж» и выставочный зал «Рабочий и колхозница»
- «Спорткульт»[16] / (ЦСИ Винзавод, Москва)
- «Россия. Хлеб.Соль.»; Павильон России, Международное ЭКСПО, Милан, Италия.
- «Открывая утопию: Забытые архивы советского дизайна». Павильон России на 1-й Биеннале дизайна 2016 (Сомерсет хаус, Лондон, Великобритания.)
- «Бумажная революция»[17] / ADAM (Музей дизайна в     Брюсселе, Бельгия), Bröhan Museum (музей дизайна в Берлине, Германия)
- «Датский дизайн» [18][19][20] / ГМИ им Пушкина , Москва
- «История российского дизайна 1917-2017» / Тобольск, Нижневартовск, Тюмень, Нижний Новгород, Тольятти, Воронеж,     Красноярск
- «Фантастик пластик» / Нижний Новгород, Пермь, Уфа, Красноярск, Тобольск, Москва, Грац (Австрия), Томск, Омск, Свободный.
- «Коллекция впечатлений. Фотографы и дизайнеры о путешествиях», Новая Третьяковка, Москва
- Советский быт: промышленный дизайн и неофициальное искусство (Художественный музей Зиммерли при Ратгерском  университете, Нью-Джерси США)
- «История российского дизайна. Избранное»[21][22][23][24][25] Новая Третьяковка, Москва
- Выставка «Дизайн. История. Ревизия» в рамках фестиваля промышленного дизайна Design Act, Винзавод
- Выставка «Советский общепит. Мечты и  реальность», культурные центр «Волна» Выкса.

## Московский музей дизайна
Возглавляет Московский музей дизайна с момента его создания в 2012 году.
Московский музей дизайна - первый и единственный в России музей дизайна.
Миссия Московского музея дизайна: аккумулировать, продвигать, популяризировать, классифицировать и инициировать.
Цель: первый в России Московский Музей дизайна должен стать необходимым элементом российской и мировой культуры.
Главная задача музея — продвижение и развитие российского дизайна и представление лучших образцов международного дизайна в России.
Музей заработал весомый международный статус, осуществляет выставочные проекты и образовательные программы мирового уровня с участием звёзд мирового дизайна. Проекты Музея дизайна интересны и массовой аудитории, и профессионалам.

## Награды
- 2016 — Российский проект «Открывая утопию» Московского музея дизайна получил Utopia Medal 2016 на I Лондонской биеннале дизайна.[27]
- 2016 — Московский музей дизайна стал лауреатом премии «За особый вклад в развитие дизайна в России».[28]
- В 2016 году получила  награду за развитие дизайна в России на международном культурном форуме в Санкт-Петербурге
- В 2022 году была награждена почетным знаком Союза дизайнеров России «За заслуги в развитии дизайна»
- в 2023 награждена медалью МСХ "За заслуги в развитии изобразительного искусства"

## Цитаты
«Мы хотим делать выставки, которые научат изобретать, открывать новые истории, смотреть по-другому на мир, хотим расширять кругозор наших зрителей и вдохновлять их. Мы надеемся, что наши проекты будут интересны для людей разных профессий, стран и поколений. Ведь дизайн — это то, что окружает нас в повседневной жизни: это то, на чем мы сидим, спим, из чего мы едим и пьем, то, что нам светит и нас греет», — Александра Санькова, 2012